# Aponogeton fugax
Aponogeton fugax är en enhjärtbladig växtart som beskrevs av John Charles Manning och Peter Goldblatt. Aponogeton fugax ingår i släktet Aponogeton och familjen Aponogetonaceae. Inga underarter finns listade.